# Chlor azide
Chlor azide là một hợp chất vô cơ có công thức hóa học là ClN3. Nó được phát hiện vào năm 1908 bởi Friedrich Raschig. ClN3 đậm đặc nổi tiếng là hợp chất không ổn định và có thể tự phát nổ ở bất kỳ nhiệt độ nào.

## Điều chế và xử lý
Chlor azide được điều chế bằng cách cho khí chlor đi qua bạc azide, hoặc thêm acid acetic vào dung dịch natri hypochlorit và natri azide.
Khi được cho phản ứng với amonia, nó có thể tạo ra một hoặc nhiều hơn thế trong ba azinamin có thể có là NH2N3, NH(N3)2 và N(N3)3.

## Đặc điểm phát nổ
Chlor azide cực kỳ nhạy cảm. Nó có thể phát nổ, thậm chí đôi khi nó phát nổ khi không có sự tiếp xúc nào rõ ràng, do đó nó quá nhạy cảm để được sử dụng cho mục đích thương mại trừ khi được pha loãng lần đầu trong dung dịch. Chlor azide phản ứng nổ với buta-1,3-dien, ethan, ethylen, methan, propan, phosphor, bạc azide và natri. Khi tiếp xúc với acid, chlor azide bị phân hủy, tạo thành khí hydro chloride độc và ăn mòn.

## Thông tin về các quy định
Lô hàng của nó phải tuân theo các yêu cầu và quy định báo cáo nghiêm ngặt của Bộ Giao thông Hoa Kỳ.